# Poliana wintgensi
Poliana wintgensi là một loài bướm đêm thuộc họ Sphingidae. Nó được tìm thấy ở savanna và dry bush from miền đông Kenya và Tanzania to Zimbabwe và Mozambique.
Chiều dài cánh trước là 34–40 mm. Nó rất gống với Poliana buchholzi, nhưng nhỏ hơn và tối hơn.